# پل بیدرمن
پل بیدرمن (به انگلیسی: Paul Biedermann) (زادهٔ ۷ اوت ۱۹۸۶) شناگر اهل آلمان است.